# NGC 1126
NGC 1126 è una galassia a spirale vista di taglio situata nella costellazione dell'Eridano, a una distanza di circa 345 milioni di anni luce dalla nostra Via Lattea.

## Scoperta
La galassia è stata scoperta il 31 ottobre 1886 dall'astronomo statunitense Lewis Swift.

## Descrizione
NGC 1126 ha una classe di luminosità II.